# ای‌دی‌دی‌اس
ای‌دی‌دی‌اس (به انگلیسی: EDDS) یک ترکیب شیمیایی با شناسه پاب‌کم ۴۹۷۲۶۶ است. 